# Bizou
Bizou is een gemeente in het Franse departement Orne (regio Normandië) en telt 120 inwoners (2009). De plaats maakt deel uit van het arrondissement Mortagne-au-Perche.

## Geografie
De oppervlakte van Bizou bedraagt 8,9 km², de bevolkingsdichtheid is dus 13,5 inwoners per km².
De onderstaande kaart toont de ligging van Bizou met de belangrijkste infrastructuur en aangrenzende gemeenten.

## Demografie
Onderstaande figuur toont het verloop van het inwonertal (bron: INSEE-tellingen).